# San José (Entre Ríos)

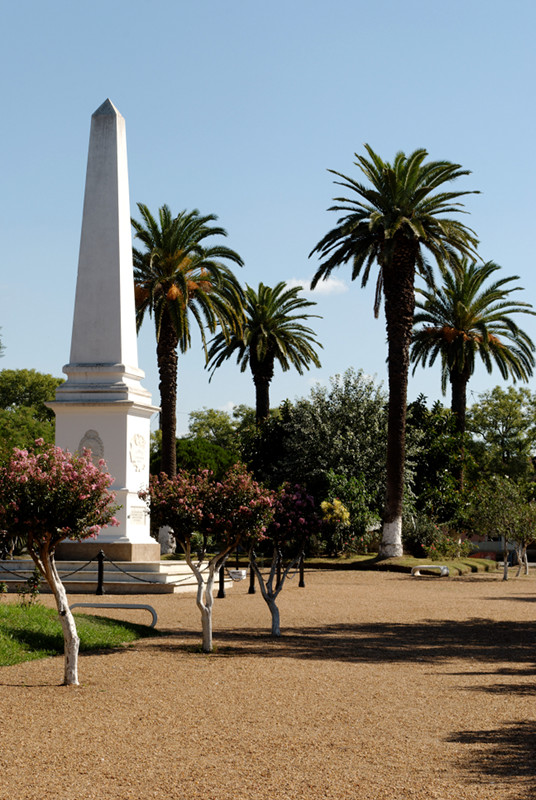
Praça da Piramide em San Jose, Entre Rios, Argentina

San José é um município da província de Entre Ríos, na Argentina.